# Sent Alari de Bretmàs
Sent Alari de Bretmàs (en francès Saint-Hilaire-de-Brethmas) és un municipi francès situat al departament del Gard i a la regió d'Occitània.